# 겟산
《겟산》(일본어: ゲッサン, Monthly Shōnen Sunday 별칭 Get the Sun)은 소학관에서 발행되는 일본의 월간 소년 만화 잡지로 2009년 5월 12일 창간되었다. 발매일은 매월 12일.